# The Return Of Superman
The Return of Superman (tiếng Hàn: 슈퍼맨이 돌아왔다) là chương trình truyền hình thực tế ăn khách được phát sóng trên kênh KBS2. The Return Of Supermman là một trong số hai phần (phần khác là 1 Night 2 Days) trong chuỗi các chương trình thực tế Happy Sunday.
Ban đầu phát sóng 3 tập thử nghiệm đặc biệt nhân dịp lễ Trung Thu Chuseok từ ngày 19 tháng 9 đến ngày 21 tháng 9 năm 2013 có sự tham gia của nam diễn viên Lee Hwi-jae, vận động viên đấm bốc Choo Sung Hoon, nam diễn viên Jang Hyun-sung, Lee Hyun-woo với những đứa con mình và giọng tường thuật của nữ diễn viên Yoo Ho-jeong.
Ngày 17 tháng 10 năm 2013, KBS công bố The Return Of Supermman sẽ chính thức thuộc đội hình của Happy Sunday bắt đầu từ ngày 3 tháng 11 năm 2013. Chương trình đã thay thế cho Star Family Show Mamma Mia được chuyển sang các tối thứ 4.
Ngày 06 tháng 05 năm 2022, Show thực tế được mua bản quyền với tựa là 'Mẹ vắng nhà, ba là siêu nhân' phiên bản Việt Nam sẽ được phát sóng vào lúc 20h00 từ Thứ 6 hàng tuần độc quyền trên kênh Yến Nhi Show.

## Nội dung
Các ông bố là người nổi tiếng sẽ có nhiệm vụ một mình chăm con khi vợ vắng nhà trong vòng 2 ngày mà không có sự trợ giúp của bất kì ai, trong khi vợ của họ rời khỏi nhà để nghỉ xã hơi thư giãn trong thời gian rảnh. Những người vợ rời khỏi nhà trước khi 48 tiếng bắt đầu và quay trở về gặp gia đình một khi thời gian đã kết thúc
Trong vòng 48 tiếng, các ông bố và các con hoặc là hoàn thành một nhiệm vụ mà vợ đã viết ra hoặc cùng con khám phá các hoạt động mới. Đôi khi, những người bạn là người nổi tiếng của ông bố sẽ ghé thăm để tương tác với các bé..

## Người tham gia

### Hiện tại
| Thời gian              | Bố                | Con                                                                                      | Mẹ/Vợ             | Địa điểm          |
| ---------------------- | ----------------- | ---------------------------------------------------------------------------------------- | ----------------- | ----------------- |
| Lễ Chuseok Tập 1 - Nay | Lee Hwi-jae       | Các con trai - Lee Seo-eon & Lee Seo-jun DOB: 15 tháng 3 năm 2013 Hai anh em song sinh   | Moon Jeong-won    | Seoul, Hàn Quốc   |
| Lễ Chuseok Tập 1 - Nay | Choo Sung Hoon    | Con gái - Choo Sarang DOB: 24 tháng 10 năm 2011                                          | Shiho Yano        | Tokyo, Nhật Bản   |
| Mùa thứ 1 Tập 1 - Nay  | Tablo             | Con gái - Lee Ha-ru DOB: 2 tháng 5 năm 2010                                              | Kang Hye Jung     | Seoul, Hàn Quốc   |
| Mùa thứ 1 Ep 34 - Nay  | Song Il-gook      | Các con trai - Song Dae-han, Song Min-guk & Song Man-se DOB: 16 tháng 3 năm 2012 Sinh ba | Jeong Seung-yeon  | Songdo, Hàn Quốc  |
| Thời gian              | Người tường thuật | Người tường thuật                                                                        | Người tường thuật | Người tường thuật |
| Mùa thứ 1 Tập 38 - Nay | Heo Su-gyeong4    | Heo Su-gyeong4                                                                           | Heo Su-gyeong4    | Heo Su-gyeong4    |

### Quá khứ
| Thời gian               | Bố                | Con                                                                                                   | Mẹ/Vợ             | Địa điểm          |
| ----------------------- | ----------------- | --- | ----------------- | ----------------- |
| Lễ Chuseok Tập 1 - 3    | Lee Hyun-woo      | Các con trai - Lee Dong-ha & Lee Ju-ha DOB: 2009 & DOB: 2011                                          | Yi Je-ni          | Seoul, Hàn Quốc   |
| Mùa thứ 1 Tập 25 - 313. | Kim Jung Tae1     | Con trai - Kim Ji-hoo (Yakkung) DOB: February 20112                                                   | Jeon Yeo-jin      | Busan, Hàn Quốc   |
| Lễ Chuseok Tập 1 - 33   | Jang Hyun-sung    | Các con trai - Jang Jun-woo (Junu) & Jang Jun-seo DOB: 17 tháng 7 năm 2003 & DOB: 29 tháng 7 năm 2007 | Yang Hee-jung     | Seoul, Hàn Quốc   |
| Mùa thứ 1 Tập 32 - 39   | Do Kyung-wan      | Con trai - Do Yeon-Nu (Kkom-kkomyi) DOB: 13 tháng 6 năm 2014                                          | Jang Yun-jeong    | Seoul, Hàn Quốc   |
| Thời gian               | Người tường thuật | Người tường thuật                                                                                     | Người tường thuật | Người tường thuật |
| Lễ Chuseok Tập 1 - 2    | Yoo Ho-jeong      | Yoo Ho-jeong                                                                                          | Yoo Ho-jeong      | Yoo Ho-jeong      |
| Mùa thứ 1 Tập 1 - 27    | Chae Sira         | Chae Sira                                                                                             | Chae Sira         | Chae Sira         |
| Mùa thứ 1 Tập 28 - 37   | Shin Ae-ra        | Shin Ae-ra                                                                                            | Shin Ae-ra        | Shin Ae-ra        |

^Ghi chú 1 : Xuất hiện lần đầu trong tập 20 & 21. Chính thức tham gia chương trình từ tập 25.

^Ghi chú 2 : Con trai Kim Si Hyun của Kim Jung Tae chỉ mới 2 tháng tuổi khi bắt đầu ghi hình chương trình nên không là người tham gia chương trình.

^Ghi chú 3 : Xem mục "Tranh cãi".

^Ghi chú 4 : Heo Su Kyung cùng con gái Byul là khách mời tham gia chương trình trong phân cảnh của Lee Hwi Jae. 

## Tài trợ
Tập đoàn LG là nhà tài trợ chính của chương trình. Tất cả các gia đình "Superman" đều được nhìn thấy sử dụng máy tính bảng S Homeboy của LG được sản xuất bởi Samsung qua mỗi tập. Bên cạnh sự xuất hiện của máy tính bảng S Homeboy, mỗi gia đình Superman đều sử dụng hoặc trưng bày các sản phẩm họ được tài trợ quảng cáo trong chương trình.
Ghi chú: Dưới đây chỉ là những sản phẩm đã xuất hiện trong chương trình. Không phải là toàn bộ các nhãn hàng tham gia quảng cáo.
- Lee Hwi-jae - 
  - Tã giấy Huggies
  - Xe tập đi trẻ em Fedora[12]
  - Địu trẻ em Manduca [13]
- Choo Sung-hoon - 
  - Thương hiệu Jimy's Charmer[14]
  - Nhãn hiệu quần áo trẻ em allo&lugh[15]
  - Sữa chua Seoul Milk
  - DreamB Kidsmat
  - New Balance[16]
- Tablo - 
  - Quần áo Black Yak clothing[17]
  - MOLDIR[18]